# Гринцов Рог
Гринцов Рог (укр. Гринців Ріг) — село в Валковской городской общине Богодуховского района Харьковской области Украины.
Код КОАТУУ — 6321280503. Население по переписи 2001 г. составляет 226 (107/119 м/ж) человек.

## Географическое положение
Село Гринцов Рог примыкает к лесному массиву урочище Гринцов Лес (дуб).
Рядом с селом проходит железная дорога, остановочная платформа Бараново.
Примыкает к селу Мизяки.

## История
- 1750 - дата основания.

## Экономика
- В селе есть молочно-товарная, свино-товарная и птице-товарная фермы.

## Экология
- Рядом с селом склад химических удобрений и площядка сельскохозяйственной авиации.